# Alexandru Vaida-Voevod
Alexandru Vaida-Voevod (27. února 1872, Bobâlna – 19. března 1950, Sibiu) byl rumunský politik. Ve třech obdobích byl premiérem Rumunska (1. prosinec 1919 až 12. březen 1920; 6. červen 1932 až 19. říjen 1932; 14. leden 1933 až 13. listopad 1933). Byl též ministrem zahraničí (1919–1920), ministrem vnitra (1928–1930, 1930, 1932), předsedou dolní sněmovny parlamentu (1919, 1939–1940). Vedl dvě politické strany, Národní zemědělskou stranu (Partidul Național Țărănesc) v letech 1933–1935 a Rumunskou frontu (Frontul Românesc) v letech 1935–1938. První lze označit za agrárnickou, druhou za fašistickou.

## Život
Narodil se v řeckokatolické rodině v Sedmihradsku, jež tehdy patřilo Rakousko-Uhersku. Do politiky vstoupil již v habsburské monarchii, podporoval federalizační plány následníka trůnu Františka Ferdinanda d'Este (které se ale nikdy nerealizovaly) a od roku 1906 v uherském parlamentu bojoval proti maďarizaci v barvách Rumunské národní strany (Partidul Național Român). Po atentátu na Ferdinanda v Sarajevu se stal podporovatelem připojení Sedmihradska k Rumunsku, k němuž po rozpadu Rakousko-Uherska v roce 1918 skutečně došlo. Když roku 1918 požadavek na samourčení rumunské menšiny v Uhersku přednesl na uherském sněmu, byl zasypán předměty rozzuřených maďarských poslanců. Lynčování unikl jen díky útěku zadním vchodem a úkrytu v budapešťské čtvrti, kde žilo mnoho rumunských dělníků. Nicméně, Maďaři byli poraženou mocností první světové války a západní mocnosti se k požadavkům rumunské menšiny postavily kladně.
Hrdinná epizoda z roku 1918 se pak stala základem Vaida-Voevodovy popularity v rumunské politice. Byl klíčovým zástupcem rumunské delegace na Pařížské mírové konferenci v roce 1919 a v Paříži vstoupil i do zednářské lóže Grand Orient de France, aby rumunským požadavkům zajistil co nejširší podporu u politiků vítězných mocností. Volby v roce 1919 ho vynesly do premiérského křesla a zároveň se chopil i řízení ministerstva zahraničí. Byl to on, kdo vydal pokyn rumunské armádě k invazi do Maďarska s cílem rozdrtit komunistickou Republiku rad. Navázal blízkou spolupráci s Československem, díky tomu také obdržel v roce 1933 nejvyšší československé vyznamenání, Řád bílého lva. Poměrně radikální Vaida-Voevodovy plány na pozemkovou reformu však zneklidnily krále Ferdinanda I. (na jeho instalaci měl Vaida-Voevod značný podíl) a král ho z premiérského postu odvolal.
Rolnická otázka se pak stala pro Vaidu-Voevoda klíčovou, učinil z ní centrální téma své agrární strany založené roku 1926. On v ní reprezentoval pravicové, konzervativnější křídlo. Strana byla poměrně úspěšná, takže se Vaida-Voevod na přelomu 20. a 30. let několikrát dostal do vlády a řídil několik ministerstev. V letech 1932 a 1933 se na krátká období vrátil i do funkce předsedy vlády. V té době se věnoval především potlačení stávkové a komunistického hnutí. Vaida-Voevod se kvůli tomu spojil především s legionářským hnutím, které začalo fungovat jako jakási pravicová milice. Zároveň Vaida-Voevod dával stále více průchod svému antisemitismu. Obojí vedlo k tomu, že se rozešel se svou stranou.
Založil pak mnohem pravicovější Rumunskou frontu. Ta, ač nebyla silou ústřední, přesto hrála roli v nastolení fašistického režimu v Rumunsku a sehrávala v něm jistou roli až do jeho konce v roce 1944. Poté získala s pomocí Rudé armády vliv Komunistická strana Rumunska. Rumunská fronta patřila k jejím hlavním nepřátelům. Sám Vaida-Voevod byl zatčen 24. března 1945. V roce 1946 byl umístěn do domácího vězení v Sibiu, kde pak strávil zbytek svého života (čtyři roky).